# Autarquia Educacional do Araripe
A Autarquia Educacional do Araripe (AEDA) é uma entidade da administração indireta, vinculada à Prefeitura Municipal de Araripina, em Pernambuco, fundada no ano de 1975, pelo professor Vicente Alexandre Alves.

## História
A AEDA inicia suas atividades com a criação da Faculdade de Formação de Professores de Araripina (FAFOPA). No ano de 1985, a AEDA incorpora mais uma faculdade, a Faculdade de Ciências Agrárias de Araripina (FACIAGRA), fundada também pelo professor Vicente Alves. No ano de 1994, na gestão do professor Francisco Alves, a AEDA funda a Escola de Aplicação Professora Raimunda Reis de Alencar, com oferta de ensino fundamental e médio. No ano de 2006, a AEDA contempla a sociedade da região com mais uma instituição de ensino superior: a  Faculdade de Ciências Sociais e Humanas de Araripina (FACISA), fundada pelo então presidente da AEDA, professor Airton Arraes Lage.

## Cursos oferecidos pelas faculdades da autarquia
- FAFOPA, licenciatura plena nos cursos de:

1. Letras
2. Ciências Biológicas
3. História
4. Geografia
5. Pedagogia
6. Física
7. Química
8. Matemática

- FACIAGRA, Bacharelado no curso de:

1. Agronomia

- FACISA, Bacharelado nos cursos de:

1. Direito
2. Ciências Contábeis

## Instalações
A autarquia dispõe de dois campi: um onde funciona a FAFOPA e a Escola de Aplicação, e outro para as instalações da FACIAGRA, com salas de aula, laboratórios e uma biblioteca, além de uma moderna sala de videoconferência.